# Daïra (Océanide)
Pour les articles homonymes, voir Daïra (homonymie).
Daïra (en grec ancien Δάειρα / Dáeira) est, dans la mythologie grecque archaïque, une Océanide, fille d'Océan et de Téthys citée par Hésiode dans sa liste d'Océanides,. 

## Famille

### Ascendance
Ses parents sont les titans Océan et Téthys. Elle est l'une de leur multiples filles, les Océanides, généralement au nombre de trois mille, et a pour frères les Dieux-fleuve, eux aussi au nombre de trois mille. Ouranos (le Ciel) et Gaïa (la Terre) sont ses grands-parents tant paternels que maternels.
Certains auteurs la désigne uniquement comme une sœur de Styx (elle aussi une Océanide).

### Descendance
On prête plusieurs enfants à Daïra. Ainsi, elle a une liaison avec le dieu Hermès dont nait le héros Éleusis, fondateur de la cité du même nom.
Dans certains mythes, elle enfanta aussi Immarados qu'elle aurait eu du mortel Eumolpos, un fils de Poséidon. 
Aristophane écrit quant à lui que Daïra était la mère de Sémélé, plus généralement donnée comme la fille de Cadmos et Harmonie.

## Mythologie
Selon Eschyle, Daïra était la même que Perséphone,,. D'autres disaient qu'elle était l’attendante de Perséphone ; la geôlière de Perséphone ; identique à Aphrodite; identique à Déméter ; identique à Héra ; identique à Hécate ; une ennemie de Déméter, de sorte que la prêtresse de cette dernière évitait ses rites,.
Le lien éleusinien est clairement fondamental et confirmé par les offrandes à Daïra dans un contexte éleusinien dans deux sinon trois calendriers sacrificiels des cinquième et quatrième siècles. Le chaos dans les mythes, même au Ve siècle, doit être dû en partie au secret des Mystères, mais peut-être aussi au peu d'importance de ce type particulier d'exactitude en matière rituelle.

## Évocation moderne

### Zoologie
Le genre de crabes des Daira tient son nom de l'Océanide.